# Bussero
Bussero is een gemeente in de Italiaanse metropolitane stad Milaan (regio Lombardije) en telt 8589 inwoners (31-12-2004). De oppervlakte bedraagt 4,6 km², de bevolkingsdichtheid is 2123 inwoners per km².

## Demografie
Bussero telt ongeveer 3331 huishoudens. Het aantal inwoners steeg in de periode 1991-2001 met 16,1% volgens cijfers uit de tienjaarlijkse volkstellingen van ISTAT.
| Jaar | Inwoneraantal |
| ---- | ------------- |
| 1991 | 7313          |
| 2001 | 8493          |

## Geografie
Bussero grenst aan de volgende gemeenten: Pessano con Bornago, Carugate, Gorgonzola, Cernusco sul Naviglio, Cassina de' Pecchi.